# Super Formula 2014
La stagione 2014 della Super Formula è stata la quarantaduesima edizione del più importante campionato giapponese per vetture a ruote scoperte, la seconda con la denominazione di Super Formula. La serie si basa su 9 gare, divise su 7 appuntamenti diversi; è iniziata il 13 aprile e termina il 9 novembre. Il campionato viene vinto dal pilota giapponese Kazuki Nakajima.
Da questa stagione la serie impiega un telaio costruito dalla Dallara dopo che, nei cinque anni precedenti, era stato fornito dalla statunitense Swift Engineering.

## La pre-stagione

### Calendario
Il calendario è stato pubblicato l'8 ottobre 2013.
| Gara | Nome                     | Circuito           | Giri                       | Lunghezza                  | Data         |
| ---- | ------------------------ | ------------------ | -------------------------- | -------------------------- | ------------ |
| 1    | Suzuka 2&4 Race          | Circuito di Suzuka | 43                         | 43 x 5,807 km = 249,701 km | 13 aprile    |
| 2    |                          | Circuito del Fuji  | 25                         | 25 x 4,563 km = 114,075 km | 18 maggio    |
| 2    | 35                       | Circuito del Fuji  | 35 x 4,563 km = 159,705 km |                            | 18 maggio    |
| 3    |                          | Circuito del Fuji  | 55                         | 55 x 4,563 km = 250,965 km | 13 luglio    |
| 4    | Motegi 2&4 Race          | Twin Ring Motegi   | 52                         | 52 x 4,801 km = 249,67 km  | 24 agosto    |
| 5    | Autopolis Super 2&4 Race | Autopolis          | 46                         | 46 x 4,674 km = 215,004 km | 14 settembre |
| 6    |                          | Sportsland SUGO    | 68                         | 68 x 3,704 km = 251,872 km | 28 settembre |
| 7    | JAF Grand Prix Suzuka    | Circuito di Suzuka | 19                         | 19 x 5,807 km = 110,333 km | 9 novembre   |
| 7    | JAF Grand Prix Suzuka    | Circuito di Suzuka | 28                         | 28 x 5,807 km = 162,596 km | 9 novembre   |

- Tutte le corse sono disputate in Giappone.

### Test
Erano previste tre sessioni test collettivi: il 18 e 19 febbraio al Circuito del Fuji, il 3 e 4 marzo sul Circuito di Suzuka, e nuovamente il 19 e 20 marzo sul tracciato del Fuji. I primi test di febbraio sono stati poi cancellati.

#### Tabella riassuntiva
| Circuito           | Data                 | Pilota più rapido | Team        | Tempo    | Giri |
| ------------------ | -------------------- | ----------------- | ----------- | -------- | ---- |
| Circuito di Suzuka | 3 marzo (mattina)    | Loïc Duval        | Team LeMans | 1'37"611 | 22   |
| Circuito di Suzuka | 3 marzo (pomeriggio) | André Lotterer    | Team TOM's  | 1'37"002 | 33   |
| Circuito di Suzuka | 4 marzo (mattina)    | Ryō Hirakawa      | Team LeMans | 1'37"447 | 30   |
| Circuito di Suzuka | 4 marzo (pomeriggio) | Loïc Duval        | Team LeMans | 1'36"475 | 26   |

## Piloti e team
| Team                            | Motore        | No. | Piloti                 | Gare     |
| ------------------------------- | ------------- | --- | ---------------------- | -------- |
| Team Mugen                      | Honda HR-414E | 1   | Naoki Yamamoto         | Tutte    |
| Team Mugen                      | Honda HR-414E | 2   | Yuhki Nakayama         | Tutte    |
| Kondō Racing                    | Toyota RI4A   | 3   | James Rossiter         | Tutte    |
| Team LeMans                     | Toyota RI4A   | 7   | Ryō Hirakawa           | Tutte    |
| Team LeMans                     | Toyota RI4A   | 8   | Loïc Duval             | 1-2, 4-7 |
| Team LeMans                     | Toyota RI4A   | 8   | Andrea Caldarelli      | 3        |
| HP Real Racing                  | Honda HR-414E | 10  | Koudai Tsukakoshi      | Tutte    |
| HP Real Racing                  | Honda HR-414E | 11  | Vitantonio Liuzzi      | Tutte    |
| KCMG                            | Toyota RI4A   | 18  | Yuichi Nakayama        | Tutte    |
| Team Impul                      | Toyota RI4A   | 19  | João Paulo de Oliveira | Tutte    |
| Team Impul                      | Toyota RI4A   | 20  | Narain Karthikeyan     | Tutte    |
| Nakajima Racing                 | Honda HR-414E | 31  | Daisuke Nakajima       | Tutte    |
| Nakajima Racing                 | Honda HR-414E | 32  | Takashi Kogure         | Tutte    |
| Drago Corse                     | Honda HR-414E | 34  | Takuya Izawa           | 6-7      |
| Petronas Team TOM'S             | Toyota RI4A   | 36  | André Lotterer         | 1-3, 5-7 |
| Petronas Team TOM'S             | Toyota RI4A   | 36  | Andrea Caldarelli      | 4        |
| Petronas Team TOM'S             | Toyota RI4A   | 37  | Kazuki Nakajima        | Tutte    |
| P.mu/cerumo・INGING             | Toyota RI4A   | 38  | Hiroaki Ishiura        | Tutte    |
| P.mu/cerumo・INGING             | Toyota RI4A   | 39  | Yuji Kunimoto          | Tutte    |
| Docomo Team Dandelion Racing    | Honda HR-414E | 40  | Tomoki Nojiri          | Tutte    |
| Docomo Team Dandelion Racing    | Honda HR-414E | 41  | Hideki Mutoh           | Tutte    |
| Tochigi Le Beausset Motorsports | Toyota RI4A   | 62  | Kōki Saga              | Tutte    |

- Tutte le vetture sono Dallara SF14.

## Modifiche al regolamento

### Regolamento tecnico
Da questa stagione la Dallara diventa la fornitrice delle monoposto per il campionato. La casa italiana crea la vettura denominata Dallara SF14. La vettura è stata presentata a Tokyo il 25 marzo 2013; la monoposto pesa 650 kg, e viene spinta dai motori Honda e Toyota, fornitori già presenti nel campionato. Il propulsore è, da questa stagione, un motore turbo 4 cilindri 2.000 cc, e produce una potenza di circa 550 cavalli, che diventano 600 con l'utilizzo dell'overboost.
Il 10 luglio 2013 la vettura è stata testata la prima volta sul Circuito del Fuji, da Kazuki Nakajima (per il motore Toyota), e da Takuya Izawa (per il motore Honda). Secondo i tecnici della Toyota la vettura, una volta sviluppata, dovrebbe essere più veloce di tre secondi rispetto alla vettura precedente.

## Risultati e classifiche

### Risultati
| Gara | Circuito  | Tempo       | Velocità     | Pole Position          | GPV                    | Vincitore              | Vettura        | Team           |
| ---- | --------- | ----------- | ------------ | ---------------------- | ---------------------- | ---------------------- | -------------- | -------------- |
| 1    | Suzuka    | 1h15'49"802 | 197,57 km/h  | André Lotterer         | João Paulo de Oliveira | Loïc Duval             | Dallara-Toyota | Team LeMans    |
| 2    | Fuji      | 35'37"680   | 191,598 km/h | João Paulo de Oliveira | João Paulo de Oliveira | João Paulo de Oliveira | Dallara-Toyota | Team Impul     |
| 2    | Fuji      | 50'45"074   | 188,450 km/h | André Lotterer         | João Paulo de Oliveira | André Lotterer         | Dallara-Toyota | TOM's          |
| 3    | Fuji      | 1h26'37"171 | 173,629 km/h | Andrea Caldarelli      | João Paulo de Oliveira | Kazuki Nakajima        | Dallara-Toyota | TOM's          |
| 4    | Motegi    | 1h36'23"266 | 155,42 km/h  | João Paulo de Oliveira | João Paulo de Oliveira | João Paulo de Oliveira | Dallara-Toyota | Team Impul     |
| 5    | Autopolis | 1h10'08"548 | 183,708 km/h | Naoki Yamamoto         | André Lotterer         | André Lotterer         | Dallara-Toyota | TOM's          |
| 6    | Sugo      | 1h25'21"590 | 177,055 km/h | Naoki Yamamoto         | Yichi Nakayama         | Tomoki Nojiri          | Dallara-Honda  | Team Dandelion |
| 7    | Suzuka    | 39'41"541   | 166,78 km/h  | André Lotterer         | João Paulo de Oliveira | João Paulo de Oliveira | Dallara-Toyota | Team Impul     |
| 7    | Suzuka    | 54'37"300   | 178,61 km/h  | Kazuki Nakajima        | Loïc Duval             | Kazuki Nakajima        | Dallara-Toyota | TOM's          |

### Classifica piloti
I punti sono assegnati secondo lo schema seguente:
| Weekend 1, 3-6 | 10 | 8 | 6 | 5   | 4 | 3   | 2 | 1   | 1 |
| Weekend 2      | 5  | 4 | 3 | 2,5 | 2 | 1,5 | 1 | 0,5 | 1 |
| Weekend 7      | 8  | 4 | 3 | 2,5 | 2 | 1,5 | 1 | 0,5 | 1 |

| Pos | Pilota                 | S2&4 | FUJ | FUJ | FUJ | M2&4 | A2&4 | SUG | JAF | JAF | Punti |
| --- | ---------------------- | ---- | --- | --- | --- | ---- | ---- | --- | --- | --- | ----- |
| 1   | Kazuki Nakajima        | 6    | 2   | 3   | 1   | 7    | 6    | 2   | 2   | 1   | 46    |
| 2   | João Paulo de Oliveira | 7    | 1   | 2   | Rit | 1    | 3    | Rit | 1   | 4   | 39,5  |
| 3   | André Lotterer         | 5    | 4   | 1   | 6   |      | 1    | Rit | 3   | 2   | 34,5  |
| 4   | Loïc Duval             | 1    | 3   | 4   |     | 4    | 15   | 3   | 11  | 3   | 29,5  |
| 5   | Hiroaki Ishiura        | 3    | Rit | 11  | 4   | 2    | 8    | 6   | 5   | 7   | 26    |
| 6   | James Rossiter         | 2    | 6   | 17  | 8   | 8    | 5    | 4   | 6   | 10  | 22    |
| 7   | Yuji Kunimoto          | 13   | 5   | 7   | 3   | 13   | 2    | 9   | 4   | Rit | 19,5  |
| 8   | Ryō Hirakawa           | 4    | Rit | 8   | 2   | 10   | 13   | 8   | 16  | 5   | 16,5  |
| 9   | Naoki Yamamoto         | 11   | Rit | 5   | 5   | 15   | 7    | 7   | 7   | 6   | 14,5  |
| 10  | Tomoki Nojiri          | 9    | Rit | 15  | 12  | 9    | 9    | 1   | 12  | 9   | 10    |
| 11  | Koudai Tsukakoshi      | 14   | NP  | 9   | Rit | 6    | 4    | Rit | 8   | 13  | 8,5   |
| 12  | Andrea Caldarelli      |      |     |     | Rit | 3    |      |     |     |     | 7     |
| 13  | Narain Karthikeyan     | Rit  | 7   | 6   | 7   | Rit  | 17   | 11  | 10  | 8   | 5     |
| 14  | Daisuke Nakajima       | Rit  | 9   | 14  | 9   | 16   | 12   | 5   | 9   | 15  | 4     |
| 15  | Hideki Mutoh           | 10   | 10  | 12  | 11  | 5    | 10   | 12  | 13  | 12  | 4     |
| 16  | Vitantonio Liuzzi      | 8    | 8   | 10  | Rit | 14   | Rit  | Rit | 15  | 11  | 1,5   |
| 17  | Takashi Kogure         | Rit  | Rit | NP  | Rit | 11   | Rit  | 10  | Rit | 16  | 0     |
| 18  | Yuichi Nakayama        | Rit  | 13  | 16  | 10  | Rit  | 16   | 13  | Rit | 18  | 0     |
| 19  | Kōki Saga              | Rit  | 11  | 13  | Rit | 17   | 11   | Rit | Rit | 19  | 0     |
| 20  | Yuhki Nakayama         | 12   | 12  | 18  | 13  | 12   | 14   | 14  | Rit | 17  | 0     |
| 21  | Takuya Izawa           |      |     |     |     |      |      | Rit | 14  | 14  | 0     |
| Pos | Pilota                 | S2&4 | FUJ | FUJ | FUJ | M2&4 | A2&4 | SUG | JAF | JAF | Punti |

| Colore  | Risultato             |
| ------- | --------------------- |
| Oro     | Vincitore             |
| Argento | 2º posto              |
| Bronzo  | 3º posto              |
| Verde   | Finito a punti        |
| Blu     | Finito senza punti    |
| Viola   | Ritirato (Rit)        |
| Viola   | Non classificato (NC) |
| Rosso   | Non qualificato (NQ)  |
| Nero    | Squalificato (SQ)     |
| Bianco  | Non partito (NP)      |
| Bianco  | Non ha gareggiato     |
| Bianco  | Infortunato (INF)     |
| Bianco  | Escluso (ES)          |
| Bianco  | Gara cancellata (C)   |

### Classifica scuderie
| Pos | Team                            | Nr. | S2&4 | FUJ | FUJ | FUJ | M2&4 | A2&4 | SUG | JAF | JAF | Punti |
| --- | ------------------------------- | --- | ---- | --- | --- | --- | ---- | ---- | --- | --- | --- | ----- |
| 1   | Petronas Team TOM'S             | 36  | 5    | 4   | 1   | 6   | 3    | 1    | Rit | 3   | 2   | 79,5  |
| 1   | Petronas Team TOM'S             | 37  | 6    | 2   | 3   | 1   | 7    | 6    | 2   | 2   | 1   | 79,5  |
| 2   | Kygnus Sunoco Team LeMans       | 7   | 4    | Rit | 8   | 2   | 10   | 13   | 8   | 16  | 5   | 46    |
| 2   | Kygnus Sunoco Team LeMans       | 8   | 1    | 3   | 4   | Rit | 4    | 15   | 3   | 11  | 3   | 46    |
| 3   | P.mu/cerumo・INGING             | 38  | 3    | Rit | 11  | 4   | 2    | 8    | 6   | 5   | 7   | 45,5  |
| 3   | P.mu/cerumo・INGING             | 39  | 13   | 5   | 7   | 3   | 13   | 2    | 9   | 4   | Rit | 45,5  |
| 4   | Lenovo Team Impul               | 19  | 7    | 1   | 2   | Rit | 1    | 3    | Rit | 1   | 4   | 39,5  |
| 4   | Lenovo Team Impul               | 20  | Rit  | 7   | 6   | 7   | Ret  | 17   | 11  | 10  | 8   | 39,5  |
| 5   | Kondo Racing                    | 3   | 2    | 6   | 17  | 8   | 8    | 5    | 4   | 6   | 10  | 22    |
| 6   | Docomo Team Dandelion Racing    | 40  | 9    | Rit | 15  | 12  | 9    | 9    | 1   | 12  | 9   | 14    |
| 6   | Docomo Team Dandelion Racing    | 41  | 10   | 10  | 12  | 11  | 5    | 10   | 12  | 13  | 12  | 14    |
| 7   | Team Mugen                      | 1   | 11   | Rit | 5   | 5   | 15   | 7    | 7   | 7   | 6   | 12,5  |
| 7   | Team Mugen                      | 2   | 12   | 12  | 18  | 13  | 12   | 14   | 14  | Rit | 17  | 12,5  |
| 8   | HP Real Racing                  | 10  | 14   | NP  | 9   | Rit | 6    | 4    | Rit | 8   | 13  | 10    |
| 8   | HP Real Racing                  | 11  | 8    | 8   | 10  | Rit | 14   | Rit  | Rit | 15  | 11  | 10    |
| 9   | Nakajima Racing                 | 31  | Rit  | 9   | 14  | 9   | 16   | 12   | 5   | 9   | 15  | 4     |
| 9   | Nakajima Racing                 | 32  | Rit  | Rit | NP  | Rit | 11   | Rit  | 10  | Rit | 16  | 4     |
|     | KCMG                            | 18  | Rit  | 13  | 16  | 10  | Rit  | 16   | 13  | Rit | 18  | 0     |
|     | Tochigi Le Beausset Motorsports | 62  | Rit  | 11  | 13  | Rit | 17   | 11   | Rit | Rit | 19  | 0     |
|     | Drago Corse                     | 34  |      |     |     |     |      |      | Rit | 14  | 14  | 0     |
| Pos | Team                            | Nr. | S2&4 | FUJ | FUJ | FUJ | M2&4 | A2&4 | SUG | JAF | JAF | Punti |

| Colore  | Risultato             |
| ------- | --------------------- |
| Oro     | Vincitore             |
| Argento | 2º posto              |
| Bronzo  | 3º posto              |
| Verde   | Finito a punti        |
| Blu     | Finito senza punti    |
| Viola   | Ritirato (Rit)        |
| Viola   | Non classificato (NC) |
| Rosso   | Non qualificato (NQ)  |
| Nero    | Squalificato (SQ)     |
| Bianco  | Non partito (NP)      |
| Bianco  | Non ha gareggiato     |
| Bianco  | Infortunato (INF)     |
| Bianco  | Escluso (ES)          |
| Bianco  | Gara cancellata (C)   |